# Simon Kvamm
Simon Kvamm (født 18. februar 1975 i Silkeborg) er en dansk kunstner. Han er musiker og forsanger i bandet Hugorm, som blev til i Klitmøller i 2017 i samarbejde med Arní Bergmann og Morten Gorm. Bandets første EP kom i 2020 med navnet Folk skal bare holde deres kæft, og senere samme år udkom albummet Kom vi flygter. I oktober 2022 udkom bandets andet album Tro, Hug & Kærlighed, og d. 11. oktober 2024 udkom det tredje album, med titlen Drømmehug. Dette sker forud for bandets store arena-tourné, der tog sin begyndelse d. 14. november i Odense, fortsatte videre til Aarhus og Aalborg, for til sidst at slutte af i Royal Arena i København. Bandets største indendørs tourné til dato. 
Kvamm er en af hovedskaberne bag serien Guru på DR2, hvori han spiller hovedrollen som lifecoachen Anders Mertz. Serien blev i 2021 nomineret til TV Prisen, og Simon Kvamm var samme år nomineret til en Robert for Bedste Mandlige Hovedrolle. Han har tidligere medvirket i satireprogrammerne Rockerne og Drengene fra Angora.
Simon Kvamm er endvidere bredt kendt som frontmand i rockbandet Nephew, som en del af gruppen De Eneste To med vennen og musikeren Peter Sommer og for sit soloshow Vandmand fra 2016.

## Opvækst og tidligt liv
Simon Kvamm er opvokset i Silkeborg og er søn af Janus og Agnes Kvamm, som er henholdsvis læge og tandlæge. Navnet Kvamm stammer, ligesom Simons farfar, fra Færøerne og er navnet på en dal nær bygden Norðragøta. Simon har en fire år yngre lillebror, Stefan Kvamm, som på flere måder gennem tiden har bidraget i både De Eneste To og Nephew-regi.
Simon Kvamm blev student fra Silkeborg Amtsgymnasium i 1994. Det var i forbindelse med sit ophold på Båring Højskole på Fyn, at Simon for alvor begyndte at definere sig selv som musiker. Han startede efterfølgende på Musikvidenskab på Aarhus Universitet, men interessen for særligt tv- og radiojournalistik førte ham til Danmarks Medie- og Journalisthøjskole, hvor han kun manglede hovedopgaven for at kunne kalde sig journalist. I stedet blev han på Danmarks Radio, efter sin praktiktid på DR Ung, hvor han i 2003 var med i den fiktive dokumentarserie om Rockerklubben Svinene, hvor karakteren Baune blev født. Baune fulgte med, da Simon sammen med Esben Pretzmann og Rune Tolsgaard var en del af Drengene fra Angora, der i 2004 blev allemandseje.
Fodboldklubben Silkeborg IF står Simon Kvamms hjerte meget nær, og han spillede selv i klubben til han var omkring 18 år gammel. Han har af flere omgange stået bag klubbens indløbssang, som både har været et remix af Nephews ”Movieklip” og sangen ”Vi Er Søhøjlandet”, lavet i samarbejde med bandet More Blessings.

## Karriere
Nephew blev dannet i Aarhus i 1996 og i 2000 udkom deres debutalbum Swimming Time. Samme år spillede de koncert på Roskilde Festivals campingscene, en koncert der blev gæstet af guitaristen Hilmer Hassig. 2001 så dog ud til at blive enden for Nephew, og Simon havde tidligere på året taget beslutningen om at træde ud af bandet. Men i forbindelse med en allerede planlagt koncert i Tyskland, ændrede tilgangen til bandet sig, og gik i stedet fra ambitionen om at være et fuldtidsorkester, til dét Nephew er i dag. Et band der eksisterer sideløbende med andre projekter.
Med denne nye tilgang til tingene, tog det i 2004 for alvor fart for både Nephew og for Simon Kvamm. Nephew brød for alvor igennem med deres andet album USADSB, som solgte mere end 110.000 eksemplarer, og vandt et utal af priser. Det var samtidig året hvor Drengene fra Angora var på alles læber, og Simon blev på kort tid et meget kendt ansigt.
I 2006 udkom bandets tredje album Interkom kom ind, og i 2007 spillede Nephew deres første koncert på Roskildes Festivals Orange Scene. Dette kom der DVD'en og livealbummet 07.07.07 ud af. Nephew udgav i 2009 deres fjerde album DanmarkDenmark, og det femte album Hjertestarter udkom i 2012. Efter nogle års pause offentliggjorde bandet i 2017 Marie Højlund som nyt medlem, og bandet udgav i takt med årstidernes skifte fra januar til september 2018, numrene fra det samlede album Ring—i—Ring. Nephew har sangen "At dø er at rejse" med i den 19. udgave af Højskolesangbogen. Sangen er oprindeligt skrevet til Ring—i—Ring albummet fra 2018, men er blevet bearbejdet og transformeret til en højskolesang, med Simon Kvamm som tekstforfatteren bag.
I 2007 var Simon Kvamm vært på rejseprogrammet Antiglobetrotter på DR1. Som titlen indikerer, brød Simon sig ikke om at rejse, så for at udfordre sin egen magelighed tog han til Uganda, Tanzania og Kenya for at mødes med unge afrikanske komikere, skuespillere og musikere. Programmets titelsang, Grant Lee Buffalos "Fuzzy", er produceret af Kvamm og Carsten Heller. Det var også i 2007 at Drengene fra Angora igen tonede frem på skærmen, nu i Angora by Night.
I 2010 stiftede Kvamm bandet De eneste to sammen med musikeren Peter Sommer, og deres første single "Morten" udkom den 16. august samme år. Bandets debutalbum, De eneste to udkom 11. oktober 2010, mens opfølgeren Dobbeltliv udkom i 2014. Bandet har desuden udgivet EP'erne "D.E.T lyder radikalt" og "Friday I'm In Love".
I 2016 brolagde han en ny vej i sit virke med sit Soloshowet Vandmand, som havde premiere i Aalborg den 16. august. Showet kombinerer flere af Simons interesser og talenter og tager bl.a. udgangspunkt i refleksioner omkring hans egen barn- og ungdom, samt dét "at blive set som en haj, men føle sig som en vandmand". Hans flytning fra Frederiksberg til Klitmøller generede både mod, lyst og indhold til showet - det første i eget navn. Singlen "Revner" udkom den 4. oktober 2016 og det samlede album udkom som appendiks til showet den 27. januar 2017.
I 2017 havde teaterkoncerten Lyden af de skuldre vi står på – sangskatten remixet af Simon Kvamm premiere på Aarhus Teater, og blev i forbindelse med åbningen af Aarhus Festuge overværet af Dronning Margrethe. Simon Kvamm har i samarbejde med Marie Højlund fortolket og sat lyd til danske sange og salmer, som en hyldest til fællesskabet og den danske sangskat. Forestillingen spillede for udsolgte huse, modtog flotte anmeldelser og vandt to Reumert-priser for Årets Musical/musikkoncert og Årets Scenedesign. Det var ligeledes i 2017 at de første toner fra Hugorm lød fra en garage i Klitmøller. Kvamm startede her sit nye band sammen med Morten Gorm og Árni Bergmann. Bandet var på plakaten en aften i oktober 2019 på spillestedet og baren Hotel Cecil i København før man kendte mændene bag. Den 8. januar 2020 offentliggjorde Kvamm at have startet et nyt band, og Hugorms første EP "Folk skal bare holde deres kæft" udkom den 24. januar 2020. EP'en blev fulgt op af albummet Kom vi flygter den 24. oktober 2020, et album der høstede rosende anmeldelser, blandt andet 5 stjerner i Gaffa. Gruppen var i 2021 nomineret til to Danish Music Awards for Årets Danske Gruppe og Årets Nye Livenavn. Ifølge dem selv er HUGORM ” et band der handler om at rase ud, rense ud og ikke mindst spasse ud”. Simon Kvamm nævner selv hvordan han i HUGORM *bruger humoren og aggressionen til at komme endnu tættere på noget sandt.” I koncertregi arbejder Hugorm med at udfordre det traditionelle koncertsetup og i stedet skabe en slags fortælling i musikken. Dette kommer f.eks. til udtryk ved Kvamms egen stemme der, dyb og nedpitchet, afbryder koncerten med tanker man ellers helst ser på afstand.
Den 14. oktober 2022 udkom bandets andet album med titlen Tro, hug og kærlighed. Af musikalske samarbejder kan nævnes nummeret "Der er sket noget" med Benjamin Hav samt sangen "Mig & Frank" med Frank Hvam i forbindelse med DR programmet Make Badminton Great Again.
Hugorm annoncerede et år i forvejen at de i november 2024 vil spille deres hidtil allerstørste koncerter på en arena-tourné, der foruden arenaer i Aarhus, Aalborg og Odense, tæller Royal Arena i København. I forbindelse med dette, tog de i efteråret 2023 på tourné med Frank Hvam - et show hvor Frank skulle fungere som coach for bandet, frem mod de store arenakoncerter. Et show der blev utrolig anmelderrost og spillede for udsolgte huse i hele landet.
Hugorm har i øvrigt leveret al musikken til DR serien Guru. Netop Guru fik, efter nogle års tilløb, premiere på DRTV den 8. april 2021. Guru er en serie i seks afsnit skabt af Kvamm, i samarbejde med Svend Brinkmann og Stine Ellerbæk. Den er forfattet af Rasmus Horskjær og instrueret af Christian Dyekjær. I serien spiller Kvamm selv hovedrollen som life-coachen Anders Mertz, der indadtil kæmper med sig selv, men udadtil coacher andre i at "Gå selv", samt af optimere og performe i deres eget liv, igennem selvudviklingsfloskler som "Succes is burried on the other side of rejection" og "The best way to predict the future is to create it". Alt musikken til serien, inklusiv titelsangen, er leveret af Hugorm. Af øvrigt medvirkende kan nævnes Frederik Cilius, Kirsten Lehfeldt og Brian Lykke.
Sæson 2 fik premiere på DR1 og DRTV den 25. november 2022. Her har Anders Mertz startet akademiet Let's Go Academy, under mantraet "Gå SAMMEN." Den stadigt søgende Mertz, er nu inspireret af begreber fra buddhismen, og ikke mindst landstræner Kasper Hjulmands evne til at skabe en stærk fællesskabsfølelse. Med disse nye visioner, sætter Anders alt ind på at uddanne og hjælpe akademiets kursister, efterhånden mere og mere blind for hvad det koster ham. Han modarbejdes fra flere sider, og søger igen hjælp og vejledning hos sin egen coach Master Fenn, spillet af Frederik Cilius. I sæson 2 møder man Anders' far, mangemillionæren Erik Mertz, spillet af Finn Nørbygaard, som komplicerer Anders' projekt på flere planer. Seriens anden sæson er instrueret af Oliver Zahle, består af seks afsnit, og udspiller sig igen i Silkeborg hvor både Kvamm og Anders Mertz har deres ophav. Musikken leveres endnu engang af Hugorm med udgangspunkt i deres nyeste album Tro, hug og kærlighed. Af øvrigt medvirkende nævnes igen Kirsten Lehfeldt, Brian Lykke og Kasper Nielsen, samt nye ansigter som Alexander Clement, i rollen som yoga-læreren Sune, som Anders er på gennemgående kant med.
I 2021 medvirkede han i sæson 11 af TV 2 programmet Toppen af Poppen, hvor han deltog sammen med Alex Vargas, Katinka Bjerregaard, Hjalmer, Maria Bramsen, Malte Ebert og Mathilde Falch. Her fortolkede Simon både alene og sammen med Hugorm numre af de øvrigt medvirkende kunstnere. I august 2022 blev han præsenteret som en af de tre dommere, i den 16. sæson af X Factor på TV 2.
Dommertrioen udgør han sammen med Kwamie Liv og Thomas Blachman. Simon gik i liveshows med Kristoffer Lundholm, Theodor og gruppen ROSÉL, med hvem han endte med at vinde. Simon Kvamm vandt også den efterfølgende sæson med solisten Helene Frank, og stod som dommer også bag sæsonens andenplads, gruppen SELMANI.        I 2025 sæsonen af X Factor, udgør Simon Kvamm endnu engang en tredjedel af dommerpanelet. 
Kvamm var EURO2020 Ambassadør ved EM i fodbold på hjemmebane, og har siden 2017 været ambassadør for Lær For Livet. Han var sammen med Nephew, og i samarbejde med Ungdomsringen, Roskilde Festival og Bikubefonden med til at grundlægge Musikstarter, som har til formål at få flere unge til at finde glæde og fællesskab i sammen at spille musik.
D. 27. oktober 2023 modtog Simon Kvamm N.F.S Grundtvigs Pris, som hvert år uddeles til "en person, som i ord, handling eller kunstnerisk udtryk har formidlet kendskab til Grundtvig eller i enestående grad har gjort det grundtvigske gældende."  Prisen uddeles af Grundtvigsk Forum, og motivationen bag Simon Kvamm som prismodtager lød bl.a.: "Simon Kvamm digter om det uundgåelige, når vi omgås livet med hinanden og os selv klodset, opportunistisk og håbefuldt. Han kan tælle til mere end én. Den eneste ene er stillet over for den anden, som venner og i kærlighed, og også politisk, etisk og religiøst. Finurligt og ofte råbende digter han på alle forbindelseslinjerne."

## Privatliv
Simon Kvamm er gift med journalisten Stine Ellerbæk, og sammen har de døtrene Elinor og Alice.
Kvamm er kristent troende.

## Diskografi

### Simon Kvamm
- Vandmand (2017)

### De Eneste To
- De Eneste To (2010)
- D-E-T lyder radikalt (2011)
- Dobbeltliv (2014)
- Friday I'm in love (2015)

### Nephew
- Swimming Time (2000)
- USADSB (2004)
- USADSB - 10 x så live
- Interkom Kom Ind (2006)
- 07.07.07 (2007)
- DanmarkDenmark (2009)
- Hjertestarter (2012)
- Hjertestarter - 10 x så live (2013)
- 1-2-3-4-5 (2013)
- Ring—i—Ring (2018) - Vinter i ring, januar 2018 - Forår i ring, april 2018- Sommer i ring, juli 2018- Efterår i ring, september 2018

### Drengene fra Angora
- Drengene Fra Angora (2004)
- Angora By Night (2008)

### Hugorm
- Folk Skal Bare Holde Deres Kæft (2020)
- Kom Vi Flygter (2020)
- Tro, Hug & Kærlighed (2022)

## Filmografi
- Drengene fra Angora (2004-2005)
- Angora by Night (2007-2008)
- Æblet & ormen (2009)
- Den som dræber – fortidens skygge (2012)
- Guru (2021)
- Guru II (2022)